# 駱嘉鷹
駱嘉鷹 OBC MP （1965年—），加拿大政治人物，2025年起以加拿大保守黨黨員身份擔任加拿大國會下議院史基拿—寶其利谷選區議員。在此之前他曾活躍於卑詩省省級政治，2017年至2024年間以卑詩自由黨/聯合黨黨員身份擔任卑詩省議會史基拿選區議員，曾於該黨執政期間在省長簡蕙芝內閣中短暫擔任天然氣發展廳長和專責房屋廳長，並曾於2022年競選卑詩自由黨黨魁。

## 生平
駱嘉鷹生於卑詩省基蒂馬特，在家裏七名子女中排行第六，於基塔馬特村的海斯拉族國保留區成長。他曾任包船操作員、替聯邦海洋及漁業部進行檢察工作、並與兄長合營手工伐木和打撈原木業務。他與妻子翠西（Tracey）育有兩女。2003年他出任海斯拉族國理事會首名全職委員，任內於2006年與基蒂馬特液化天然氣公司簽定總值5千萬元協議，在該族保留區興建液化天然氣廠房。他任職委員八年後，於2011年當選海斯拉族國首席委員，2014年獲頒卑詩省勳章。
他於2017年省選代表卑詩自由黨競逐史基拿選區議席並告當選，首度晉身省議會。自由黨在該屆省選只贏取省議會87個議席中的43席，無法繼續以多數政府姿態執政。在此懸峙議會局面下，省長簡蕙芝於同年6月組閣，委派駱嘉鷹出任天然氣發展廳長和專責房屋廳長。持有41席的新民主黨與持有3席的綠黨達成合作協議，並於同年6月29日在省議會向自由黨政府提出不信任動議。動議以44-42票通過，自由黨遂失去執政權，駱嘉鷹的廳長任期亦隨著新民主黨少數政府於同年7月就任而終結。他此後出任官方反對黨天然氣及石油資源評議員。
駱嘉鷹於2020年省選連任，並出任官方反對黨環境及氣候變化策略評議員。自由黨在該屆省選落敗，黨魁韋勤信遂告請辭；駱嘉鷹則於翌年成為首位宣布競逐黨魁職務的自由黨黨員。黨魁選舉結果於2022年2月公布，駱嘉鷹在第五輪投票中屈居第二，敗予當選的馮宜幹；馮宜幹其後則委派駱嘉鷹出任官方反對黨能源及液化天然氣評議員。
2024年1月，駱嘉鷹宣布不會在同年省選中競逐連任省議員，並改為代表加拿大保守黨在下屆聯邦大選競逐國會下議院史基拿—寶其利谷選區議席，同年省議員任期屆滿時卸任。他在2025年聯邦大選中擊敗競逐連任的新民主黨候選人泰勒·巴克拉赫，當選該區下議員。

## 外部連結
- （英文）卑詩省議會網站 駱嘉鷹議員簡介 （页面存档备份，存于）